# LostMagic
LostMagic (ロストマジック, Rosuto Majikku) is een real-time strategy role-playing game voor de Nintendo DS, ontwikkeld door de Japanse computerspellenfabrikant Taito.

## Gameplay
De gameplay van LostMagic draait om het gebruiken van magie en het beheersen van monsters om gevechten te winnen.
De speler kan verschillende magische spreuken gebruiken door runen te tekenen op het touchscreen van de DS. Er zijn in totaal 18 verschillende runen die gebaseerd zijn op de zes magische elementen in het spel: water, vuur, aarde, wind, duisternis en licht. Deze runen zijn onderverdeeld in drie krachtniveaus, die het effect van de spreuk bepalen. Gedurende het spel verzamelt de speler steeds meer runen, waardoor de collectie spreuken steeds groter wordt. In het begin van het spel leer je om twee verschillende runen te combineren, hierdoor is het mogelijk om speciale effecten aan een spreuk mee te geven. Tegen het einde van het spel kun je zelfs drie verschillende runen met elkaar combineren. In totaal zitten er 394 verschillende spreuken in het spel.
Daarnaast zitten er 62 monsters in het spel die de speler, met behulp van magische spreuken, kan vangen en voor zich laten vechten. Door de monsters met de stylus op het touchscreen te selecteren, kan de speler bepalen waar ze naartoe gaan. Ook kunnen de monsters sterker worden door gevechten te winnen en door ze items te geven.

## Verhaal
De hoofdpersoon van het spel is de jonge tovenaar Isaac, wiens vader Russell hem, voordat hij overmeesterd wordt door de Diva of Twilight, de Staf van Licht toevertrouwd. Nadat Isaac tijdens een monsteraanval gescheiden raakt van zijn ouders, wordt hij opgenomen door een vriendelijke heks die in het bos leeft en hem de kunsten van magie leert. Omdat de Staf van Licht, de laatste van de zeven toverstaven is die de Diva of Twilight nog niet te pakken heeft, wordt Isaac de uitverkorene om haar te stoppen en de wereld te redden. Op zijn avontuur wordt hij bijgestaan door Trista en Leonard, die hem raad geven en runen leren.

## Karakters

### Isaac
Isaac is het hoofdpersonage en wordt gespeeld door de speler. Hij is een jonge tovenaar wiens vader Russell hem, voordat hij overmeesterd wordt door de Diva of Twilight, de Staf van Licht toevertrouwd. Nadat hij gescheiden raakt van zijn ouders, wordt hij opgenomen door een heks die in het bos leeft en hem de kunsten van magie leert. Als de Diva of Twilight meer macht krijgt en de wereld in chaos stort, begint Isaac aan zijn reis om haar te stoppen. Voordat hij echter deze taak kan volbrengen moet hij de Runes van de Sages leren om sterk genoeg te worden.

### Russell, the Bishop of the White Night
Russell is de vader van Isaac en de Sage of Light. Als hij een laatste poging doet om de Diva of Twilight te stoppen wordt hij door haar overmeesterd en valt onder haar invloed. Voordat hij door haar wordt verslagen overhandigd hij de Staf van Licht aan zijn zoon Isaak zodat de Diva de laatste staf niet te pakken krijgt en de hoop van de wereld niet verloren gaat. Onder invloed van de Diva of Twilight neemt hij controle over de vestingstad Runedolf.

### Seneca, The Diva of Twilight
De Diva of Twilight is de Sage of Balance en de antagonist die erop uit is om de nieuwe schepper van de wereld te worden. Hiervoor heeft ze echter de zeven toverstaven van de andere sages nodig. Een voor een overmeesterd ze hen voor hun staf en brengt hen onder haar invloed. De enige staf die nog ontbreekt is de Staf van Licht van Russell, The Bishop of the White Night. Vlak voor ze hem verslaat overhandigt Russell de staf aan zijn zoon Isaac, die ermee wegvlucht. In de loop van het spel probeert ze Isaak en de staf te pakken te krijgen, door hordes monsters en boze tovenaars achter hem aan te sturen.

### Trista, The Priestess of Wind
Trista is de Sage of Wind en een vriendin van Isaak. Ze is erg bedreven in windspreuken en kan zelfs wervelwinden creëren om op te vliegen. Haar identiteit als sage houdt ze voor de anderen verborgen. Later wordt onthuld dat ze de jongere zus van de Seneca, The Diva of Twilight, is.

### Leonard, The Jester of the Prime Moon
Leonard is de Sage of Darkness en een vriend van Isaak en Trista. Hij leert Isaak alles over het vangen en beheersen van monsters met behulp van duistere magie.
Trista heeft een oogje op hem.

### The Forest Witch
De Forest Witch is een heks die Isaac onder haar hoede neemt als hij gescheiden raakt van zijn ouders. Ze leert hem zijn eerste Runes en de beginselen van magie. The Forest Witch is als een oma voor hem. In de loop van het spel wordt ze gedood door de Diva of Twilight.

### Parakeru
Parakeru is de blauwe vogel van Isaak, die met hem meegaat op zijn reis. Hij kan enkel het geluid “Keru Keru” maken.

### Master of the Curtain Mist
De Master of the Curtain Mist is de Sage of Water. Van hem leert Isaak de Water Rune, en het gebruiken van twee Runes in een spreuk (De Duo Rune). Hij is de eerste sage die Isaak uit de invloed van de Diva of Twilight bevrijdt. 

### Lord of the Summer Haze
De Lord of the Summer Haze is de Sage of Fire. Van haar leert Isaak de Fire Rune.

### General of the Gravel Stone
De General of the Gravel Stone is de Sage of Earth. Van hem leert Isaak de Earth Rune.

### Celeste
Celeste is de hoeder van de Thousand League Tower en de assistent van de General of the Gravel Stone. 